# Diolcogaster
Diolcogaster is een geslacht van insecten uit de orde vliesvleugeligen (Hymenoptera) en de familie schildwespen (Braconidae).

## Soorten
- D. abdominalis (Nees, 1834)
- D. adiastola Saeed, Austin & Dangerfield, 1999
- D. alkingara Saeed, Austin & Dangerfield, 1999
- D. alvearia (Fabricius, 1798)
- D. anomus (Viereck, 1913)
- D. ashmeadi Saeed, Austin & Dangerfield, 1999
- D. auripes (Provancher, 1886)
- D. austrina (Wilkinson, 1929)
- D. bakeri (Muesebeck, 1922)
- D. basimacula (Cameron, 1905)
- D. belokobylskiji Kotenko, 2007
- D. bifurcifossa Zeng & Chen, 2011
- D. brevicauda (Provancher, 1886)
- D. brevivena Zeng & Chen, 2011
- D. claritibia (Papp, 1959)
- D. connexa (Nees, 1834)
- D. curticornis (Granger, 1949)
- D. chaoi (Lou & You, 2004)
- D. dichromus Saeed, Austin & Dangerfield, 1999
- D. duris (Nixon, 1965)
- D. eclectes (Nixon, 1965)
- D. euterpe (Nixon, 1965)
- D. facetosa (Weed, 1888)
- D. fasciipennis (Gahan, 1918)
- D. flavipes (Haliday, 1834)
- D. galazia Kotenko, 2007
- D. garmani (Ashmead, 1900)
- D. gefidra Kotenko, 2007
- D. grammata Zeng & Chen, 2011
- D. hadrommatus Saeed, Austin & Dangerfield, 1999
- D. harrisi Saeed, Austin & Dangerfield, 1999
- D. hinzi (Nixon, 1965)
- D. indicus (Rao & Chalikwar, 1970)
- D. ineminens Zeng & Chen, 2011
- D. ippis (Nixon, 1965)
- D. iqbali Saeed, Austin & Dangerfield, 1999
- D. iridescens (Cresson, 1865)
- D. kasachstanica (Tobias, 1964)
- D. kasparyani Kotenko, 2007
- D. laetimedia Zeng & Chen, 2011
- D. lelaps (Nixon, 1965)
- D. longiterebra (Rao & Chalikwar, 1976)
- D. lucindae Saeed, Austin & Dangerfield, 1999
- D. masoni Saeed, Austin & Dangerfield, 1999
- D. mayae (Shestakov, 1932)
- D. merata Saeed, Austin & Dangerfield, 1999
- D. minuta (Reinhard, 1880)
- D. muzaffari Saeed, Austin & Dangerfield, 1999
- D. narendrani Rema & Sheeba, 2004
- D. naumanni Saeed, Austin & Dangerfield, 1999
- D. newguineaensis Saeed, Austin & Dangerfield, 1999
- D. nixoni Saeed, Austin & Dangerfield, 1999
- D. notopecktos Saeed, Austin & Dangerfield, 1999
- D. periander (Nixon, 1965)
- D. perniciosa (Wilkinson, 1929)
- D. pluriminitida Zeng & Chen, 2011
- D. praritas Zeng & Chen, 2011
- D. procris (Fischer, 1964)
- D. punctata (Rao & Chalikwar, 1976)
- D. punctatiscutum Zeng & Chen, 2011
- D. reales (Nixon, 1965)
- D. rixosa (Wilkinson, 1929)
- D. robertsi Saeed, Austin & Dangerfield, 1999
- D. rufula Papp, 1991
- D. rugosicoxa (Papp, 1959)
- D. scotica (Marshall, 1885)
- D. schizurae (Muesebeck, 1922)
- D. sons (Wilkinson, 1932)
- D. spreta (Marshall, 1885)
- D. stepposa (Tobias, 1964)
- D. tearae (Wilkinson, 1929)
- D. tegularia (Papp, 1959)
- D. translucida Zeng & Chen, 2011
- D. tropicalus Saeed, Austin & Dangerfield, 1999
- D. vulpina (Wilkinson, 1929)
- D. walkerae Saeed, Austin & Dangerfield, 1999
- D. xanthaspis (Ashmead, 1900)
- D. yousufi Saeed, Austin & Dangerfield, 1999